# Uitgeverij Ad. Donker
Uitgeverij Ad. Donker is een Rotterdamse, zelfstandige, familiale uitgeverij die het eerste boek uitgaf in 1938.

## Geschiedenis
Adriaan Donker (Rotterdam, 28 december 1908 − Capelle aan den IJssel, 19 augustus 1986) was de zoon van Willem Donker (1873-1957) en Anna Cornelia Gerarda Boekhout (1874-1964). Hij trouwde op 24 mei 1933 met de twee jaar jongere Anna Margaretha (Anneke) Vallenduuk, met wie hij acht kinderen kreeg. Hij was aanvankelijk portretfotograaf. In 1938 gaf hij zijn eerste boek uit, de start van zijn uitgeverij Ad. Donker: een vertaling van Heinrich Heine, Uit de memoires van de heer von Schnabelewopski. In 2013 volgde een speciale herdruk ter gelegenheid van het 75-jarig bestaan van de uitgeverij. In 1980 verkocht hij de uitgeverij aan zijn zoon Willem Anne Donker (Bilthoven, 27 december 1938 − Rotterdam, 7 oktober 2018), die geboren werd in het jaar van oprichting van de uitgeverij en 80 jaar later overleed.
In de oorlogsjaren en ook later was Johan H. van Eikeren vaak verantwoordelijk voor de typografische verzorging van de uitgaven.
De uitgeverij is vooral bekend vanwege de uitgave van kinderboeken (met name De kleine prins van Antoine de Saint-Exupéry), Rotterdamse schrijvers, Rotterdamse geschiedenis en vanwege de correspondentie van Desiderius Erasmus door de Stichting ter bevordering van de uitgave van de volledige correspondentie van Desiderius Erasmus. Donker werd ook bekend door de uitgave van vertalingen van Heinrich Böll, Dylan Thomas en Siegfried Lenz.
In oktober 2020 werd het laatste deel van de correspondentie van Erasmus aangeboden door uitgever Donker, weduwe van Willem Donker, met alle eerder verschenen delen, aan koning Willem-Alexander. 